# Správní věda
Správní věda čili teorie veřejné správy je interdisciplinární státovědný a politologický obor, jehož ústředním tématem je veřejná správa (na makro i mikro úrovni). Výzkum je zaměřen na možnosti politického řízení vzájemně provázaných akcí státních institucí. Snaží se také získat ucelený pohled na politický systém a jeho fungování.
Obor se věnuje především činnosti územních orgánů státu (na celostátní, regionální a obecní úrovni), dalších státních orgánů a institucí včetně veřejnoprávních, ale také úrovní Evropské unie a jiných mezinárodních organizací. Na jednu stranu se správní věda snaží pochopit existující situaci a využívá metody sociologie, psychologie i právní a politické vědy. Na druhou stranu se snaží zjistit, jak zkoumané instituce mohou stále plnit své úkoly co nejúčinněji navzdory rostoucí složitosti a dynamice světa. Za tím účelem také čerpá z oblasti ekonomických věd (zejména teorie řízení). Často jsou nyní zastoupeny neoinstitucionalistické a organizačně-teoretické přístupy tzv. Skandinávské školy (mimo jiné Johan P. Olsen, James G. March, Herbert A. Simon, ale také částečně Fritz Scharpf a Hans-Ulrich Derlien). Anglosaský hlavní proud představuje kvantitativní a pozitivistická analýza politik (policy analysis) a hnutí moderního výzkumu veřejné správy.